# Урусоба
Урусоба або Урус-оба (*д/н —1103) — половецький хан з лукоморських половців.

## Життєпис
Про його походження замало відомостей: або з племені урус чи арс. За різними версіями ім'я походить від тюркських слів ura («яма») та apa («батько», стрийко). За другою версією, походить від urus (битва, бій, боротьба) та aba. За третьою — похідне від yrys (щастя) та aba.
Був ханом з кінця ХІ ст. Після смерті Тугоркана став одним з найвпливовіших володарів разом з Боняком та Шаруканем. Виступав за перемовини з руськими князівствами. Втім на великій нараді молоді хани на чолі із Алтунопою, що виступали за війну, перемогли. У вирішальній битві на річці Сутінь 1103 року половці зазнали поразки. За різніми відомостями Урусоба загинув у битві або його було страчено після битви. Втім в «Повчанні» Володимир Мономах під 1108 (чи 1109) роком згадує похід проти Уруби (якого ототожнють з Урусобою).
Став родоначальником клану Урусобичів, які здобули владу над лукоморськими половцями у другій половині ХІІ ст., серед яких відомими були Аккуш, Колдечі, Кобан.